# Pterastericola psilastericola
Pterastericola psilastericola — вид війчастих плоских червів родини Pterastericolidae. Вид відомий лише у протоках Скагеррак та Каттегат біля узбережжя Швеції та Норвегії. Хробак паразитує у ротовій порожнині морської зірки Psilaster andromeda.